# Pteropus nitendiensis
Pteropus nitendiensis es una especie de murciélago de la familia Pteropodidae.

## Distribución geográfica
Es endémica de  las Islas Salomón.